# Правило призначеного гравця

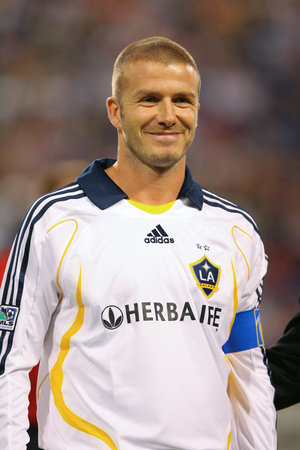
Девід Бекхем — перший футболіст, куплений за правилом призначеного гравця

Правило призначеного гравця (англ. Designated Player Rule) воно ж правило Бекхема (англ. Beckham Rule) — правило, прийняте для регулювання стелі зарплат в MLS з сезону 2007 року. Правило дозволяє кожному клубу ліги підписувати гравців, на яких не буде поширюватися встановлена стеля зарплат (або шляхом пропозиції гравцеві більш високої заробітної плати, або шляхом плати за трансфер гравця), що дозволяє командам MLS конкурувати за зіркових гравців на ринку міжнародного футболу.
Правило неофіційно названо в честь зірки світового футболу Девіда Бекхема, оскільки очікувалося, що команди MLS зможуть підписувати вигідні угоди з видатними гравцями калібру Бекхема. Бекхем, підписавши п'ятирічний контракт з «Лос-Анджелес Гелаксі», став першим гравцем, купленим у відповідності з цим правилом, його гарантований річний оклад становив $ 6,5 мільйона.

## Історія
У 2006 році межа зарплат, за оцінками, становила близько 1,9 млн дол. США, в 2007 році — $ 2,1 млн і була піднята до $ 2,3 млн в сезоні 2008 року. У 2010 році за підсумками Угоди колективних переговорів між MLS і Союзом гравців ліги стеля зарплат становила $ 2,55 млн і автоматично повинна була збільшуватися на 5 % щороку до закінчення терміну дії угоди в кінці сезону 2014 року.
При правилах 2007 року:
- Правило діє до кінця сезону 2009 року і має бути продовжене або визнано недійсним.
- $ 400 000[7][8] зарплати кожного призначеного гравця нараховуються в рамках стелі зарплат і оплачуються лігою, решта зарплати виплачувалася власниками команд. Це значення було збільшено на сезон 2009 року до $ 415 000.
- До сезону 2007 року налічувалося три гравці, чиї зарплати перевищували $ 400 000. Це були Лендон Донован, Карлос Руїс і Едді Джонсон. Згідно з правилом, на цих гравців протягом сезону 2007 року поширювалася дідусева обмовка, пільга була продовжена після сезону 2007 року, ліга планувала розглянути це питання в майбутньому. Була ймовірність, що ліга буде зобов'язана переглянути контракти цих гравців або вважати їх призначеними. Проте, до початку сезону 2008 року Джонсон перейшов в «Фулгем» з англійської Прем'єр-ліги[9], а після підписання клубом «Торонто» Двейна Де Розаріо в січні 2009 року Руїс був звільнений і залишив MLS, щоб грати за «Олімпію Асунсьйон». В результаті Донован став єдиним гравцем, на чию зарплату в 2009 році діяла дідусева обмовка. Однак було ще кілька гравців, чиї гарантовані оклади перевищили призначену граничну суму, але витрата на їх зарплату була насправді нижче, ніж їх реальна зарплата в зв'язку з правилом розподілу. Це були Шалрі Джозеф ($ 450000), Крістіан Гомес ($ 430000), Двейн Де Розаріо ($ 425 750), а також Тейлор Твеллмен ($ 420000).
- Кожна команда спочатку мала право на одного призначеного гравця, але клуби могли продавати місця призначених гравців іншим командам; було дозволено мати не більше двох призначених гравців.
- Тільки $ 325 000 зарплати другого призначеного гравця оплачувалося лігою, в 2009 році ця сума була збільшена до $ 335 000.

Зміни 2010 року:
- Правило не має терміну дії.
- $ 335 000 заробітної плати кожного призначеного гравця в рамках стелі зарплат оплачуються лігою ($ 167 500 для призначених гравців, які приєдналися до MLS під час літнього трансферного вікна), решта зарплати виплачувалася власниками команди. Ця сума ділиться навпіл для призначених гравців, підписаних в середині сезону. Значення межі зарплати призначених гравців також можна зменшити, використовуючи гроші розподілу. Нарешті, команди, чиї призначені гравці переходять за кордон в середині сезону, могли компенсувати частину зарплати призначених гравців.
- На Лендона Донована вже не поширювалася дідусева обмовка, і він повинен був розглядатися як призначений гравець.
- Кожна команда може мати два місця для призначених гравців, і вони більше не могли продавати ці місця. «Нью-Йорк Ред Буллз» отримає $ 70 000 в грошах розподілу в обмін на денонсацію угоди 2007 року з «Чівас США» за додаткове місце призначеного гравця. В результаті і «Ред Буллз» і «Чівас США» мали два місця призначених гравців на сезон 2010 року.
- Команди могли заплатити «податок на розкіш» в $ 250 000 за право придбання третього місця призначеного гравця. Ця сума у вигляді грошей розподілу ділилася в рівній мірі на всі команди MLS, які не заплатили за третє місце для призначеного гравця.

Зміни 2012 року:
Починаючи з сезону 2012 року правило було змінено відносно молодих гравців. MLS оголосила про зміни в серпні 2011 року після того, як клуби висловили заклопотаність з приводу підписання молодих іноземних гравців без гарантій, що з них виростуть зірки.
- Для призначених гравців у віці старше 23 років збережена стеля зарплат в розмірі $ 350 000, але якщо гравець приєднується до клубу в середині сезону, його межа зарплати становитиме $ 175 000.
- Призначені гравці 21-23 років мають стелю зарплат в $ 200 000, призначені гравці 20 років і молодше — $ 150 000.
- Бюджетна плата за підписання молодого призначеного гравця (23 років і молодше) в середині сезону становить $ 150 000, і ця сума не може бути знижена за рахунок коштів розподілу.
- Клубам не потрібно купувати третє місце для призначених гравців до 23-річного віку.
- Вік гравця визначається за роком (не датою) народження.

Максимальна бюджетна плата на призначеного гравця у віці старше 23 років збільшилася з $ 368 750 в 2013 році до $ 480 625 в 2017 році; залишилася незмінною ставка для молодих гравців, а також тих, хто приєднався до клубу в середині сезону.

## Бекхем
Правило неофіційно названо в честь зірки світового футболу Девіда Бекхема, очікувалося, що команди MLS зможуть підписувати вигідні угоди з відомими гравцями калібру Бекхема. Як з'ясувалося, Бекхем дійсно став першим гравцем, який був куплений за цим правилом, він підписав вигідний контракт з «Лос-Анджелес Гелаксі» на п'ять років з прямим гарантованим окладом від MLS і «Гелаксі» в $ 6,5 млн на рік. Решта підвищення заробітку Бекхема почали надходити, коли він відновив права на свій образ, 50 % яких належали «Реал Мадриду», фактично це подвоїло його дохід, включаючи нові угоди, частку від продажів футболок, бонуси і так далі.